# Liste des sénateurs de la 57e législature du Congrès national
Cet article dresse la liste des sénateurs élus au Sénat fédéral pour la 57e législature du Brésil. Les parlementaires sont élus lors des élections parlementaires de 2018 et de 2022 dans 27 circonscriptions plurinominales correspondants aux 26 États plus le District fédéral de la capitale de Brasilia. Elle présente les élus par États et selon leur appartenance partisane.

## Répartition des sièges
|        |                                           |                                         |                                 |      |                          |             |  |  |  |
| Partis | Partis                                    | Nom portugais                           | Idéologie                       | Élus | Président                | Position    |  |  |  |
|        | Parti social démocratique                 | Partido Social Democrático              | Centre à droite                 | 15   | Otto Alencar (pt)        | Lula III    |  |  |  |
|        | Parti libéral                             | Partido Liberal                         | Droite à extrême droite         | 12   | Flávio Bolsonaro         | Opposition  |  |  |  |
|        | Mouvement démocratique brésilien          | Movimento Democrático Brasileiro        | Attrape-tout à centre et droite | 11   | Eduardo Braga            | Lula III    |  |  |  |
|        | Parti des travailleurs                    | Partido dos Trabalhadores               | Centre gauche à gauche          | 9    | Fabiano Contarato (pt)   | Lula III    |  |  |  |
|        | Union Brésil                              | União                                   | Centre droit à droite           | 7    | Efraim Morais Filho (pt) | Indépendant |  |  |  |
|        | Parti progressiste                        | Progressistas                           | Centre droit à droite           | 6    | Ciro Nogueira            | Opposition  |  |  |  |
|        | Podemos                                   | PODE                                    | Centre droit à droite           | 7    | Oriovisto Guimarães (pt) | Opposition  |  |  |  |
|        | Parti socialiste brésilien                | Partido Socialista Brasileiro           | Centre gauche                   | 4    | Jorge Kajuru             | Lula III    |  |  |  |
|        | Républicains                              | REPUBLICANOS                            | Droite                          | 4    | Mecias de Jesus (pt)     | Opposition  |  |  |  |
|        | Parti de la social-démocratie brésilienne | Partido da Social Democracia Brasileira | Centre droite à droite          | 2    | Izalci Lucas (pt)        | Indépendant |  |  |  |
|        | Parti démocratique travailliste           | Partido Democrático Trabalhista         | Centre gauche                   | 3    | À définir                | Lula III    |  |  |  |

### Présidence
| Fonction | Fonction | Fonction           | Fonction                     | Groupe parlementaire             | Circonscription |
| -------- | -------- | ------------------ | ---------------------------- | -------------------------------- | --------------- |
|          |          | Président          | Rodrigo Pacheco              | Parti social démocratique        | Minas Gerais    |
|          |          | 1re vice-président | Veneziano Vital do Rêgo (pt) | Mouvement démocratique brésilien | Paraíba         |
|          |          | 2e vice-président  | Rodrigo Cunha (pt)           | Union Brésil                     | Alagoas         |

## Liste par États

### Acre
| Nom | Nom                 | Parti | Parti |
| --- | ------------------- | ----- | ----- |
|     | Alan Rick (pt)      |       | UNIÃO |
|     | Márcio Bittar (pt)  |       | UNIÃO |
|     | Sérgio Petecão (pt) |       | PSD   |

### Alagoas
| Nom | Nom                | Parti | Parti |
| --- | ------------------ | ----- | ----- |
|     | Renan Calheiros    |       | MDB   |
|     | Fernando Farias    |       | MDB   |
|     | Rodrigo Cunha (pt) |       | UNIÃO |

### Amapá
| Nom | Nom                  | Parti | Parti |
| --- | -------------------- | ----- | ----- |
|     | Davi Alcolumbre (pt) |       | UNIÃO |
|     | Lucas Barreto (pt)   |       | PSD   |
|     | Randolfe Rodrigues   |       | PT    |

### Amazonas
| Nom | Nom                 | Parti | Parti |
| --- | ------------------- | ----- | ----- |
|     | Eduardo Braga       |       | MDB   |
|     | Omar Aziz (pt)      |       | PSD   |
|     | Plínio Valério (pt) |       | PSDB  |

### Bahla
| Nom | Nom                 | Parti | Parti |
| --- | ------------------- | ----- | ----- |
|     | Angelo Coronel (pt) |       | PSD   |
|     | Jaques Wagner       |       | PT    |
|     | Otto Alencar (pt)   |       | PSD   |

### Ceará
| Nom | Nom                | Parti | Parti |
| --- | ------------------ | ----- | ----- |
|     | Augusta Brito      |       | PT    |
|     | Cid Gomes (pt)     |       | PDT   |
|     | Eduardo Girão (pt) |       | PODE  |

### District fédéral
| Nom | Nom               | Parti | Parti        |
| --- | ----------------- | ----- | ------------ |
|     | Damares Alves     |       | REPUBLICANOS |
|     | Leila Barros      |       | PDT          |
|     | Izalci Lucas (pt) |       | PSDB         |

### Espírito Santo
| Nom | Nom                    | Parti | Parti |
| --- | ---------------------- | ----- | ----- |
|     | Fabiano Contarato (pt) |       | PT    |
|     | Marcos do Val (pt)     |       | PODE  |
|     | frMagno Malta (pt)     |       | PL    |

### Goiás
| Nom | Nom                    | Parti | Parti |
| --- | ---------------------- | ----- | ----- |
|     | Jorge Kajuru           |       | PSB   |
|     | Wilder Morais (pt)     |       | PL    |
|     | Vanderlan Cardoso (pt) |       | PSD   |

### Maranhão
| Nom | Nom                 | Parti | Parti |
| --- | ------------------- | ----- | ----- |
|     | Eliziane Gama (pt)  |       | PSD   |
|     | Ana Paula Lobato    |       | PSB   |
|     | Weverton Rocha (pt) |       | PDT   |

### Mato Grosso
| Nom | Nom                      | Parti | Parti |
| --- | ------------------------ | ----- | ----- |
|     | Margareth Busetti (pt)   |       | PSD   |
|     | Jayme Campos (pt)        |       | UNIÃO |
|     | Wellington Fagundes (pt) |       | PL    |

### Mato Grosso do Sul
| Nom | Nom              | Parti | Parti |
| --- | ---------------- | ----- | ----- |
|     | Nelsinho Trad    |       | PSD   |
|     | Soraya Thronicke |       | UNIÃO |
|     | Tereza Cristina  |       | PP    |

### Minas Gerais
| Nom | Nom                    | Parti | Parti        |
| --- | ---------------------- | ----- | ------------ |
|     | Cleitinho Azevedo (pt) |       | REPUBLICANOS |
|     | Carlos Viana (pt)      |       | PODE         |
|     | Rodrigo Pacheco        |       | PSD          |

### Pará
| Nom | Nom                   | Parti | Parti |
| --- | --------------------- | ----- | ----- |
|     | Beto Faro (pt)        |       | PT    |
|     | Jader Barbalho (pt)   |       | MDB   |
|     | Zequinha Marinho (pt) |       | PL    |

### Paraíba
| Nom | Nom                          | Parti | Parti |
| --- | ---------------------------- | ----- | ----- |
|     | Daniella Ribeiro (pt)        |       | PSD   |
|     | Efraim Filho (pt)            |       | UNIÃO |
|     | Veneziano Vital do Rêgo (pt) |       | MDB   |

### Paraná
| Nom | Nom                      | Parti | Parti |
| --- | ------------------------ | ----- | ----- |
|     | Flávio Arns              |       | PSB   |
|     | Oriovisto Guimarães (pt) |       | PODE  |
|     | Sergio Moro              |       | UNIÃO |

### Pernambouc
| Nom | Nom                     | Parti | Parti |
| --- | ----------------------- | ----- | ----- |
|     | Humberto Costa          |       | PT    |
|     | Jarbas Vasconcelos (pt) |       | MDB   |
|     | Teresa Leitão           |       | PT    |

### Piauí
| Nom | Nom                 | Parti | Parti |
| --- | ------------------- | ----- | ----- |
|     | Ciro Nogueira       |       | PP    |
|     | Marcelo Castro (pt) |       | MDB   |
|     | Jussara Lima        |       | PSD   |

### État de Rio de Janeiro
| Nom | Nom              | Parti | Parti |
| --- | ---------------- | ----- | ----- |
|     | Carlos Portinho  |       | PL    |
|     | Flávio Bolsonaro |       | PL    |
|     | Romário          |       | PL    |

### Rio Grande do Norte
| Nom | Nom                     | Parti | Parti |
| --- | ----------------------- | ----- | ----- |
|     | Rogério Marinho (pt)    |       | PL    |
|     | Styvenson Valentim (pt) |       | PODE  |
|     | Zenaide Maia (pt)       |       | PSD   |

### Rio Grande do Sul
| Nom | Nom                     | Parti | Parti        |
| --- | ----------------------- | ----- | ------------ |
|     | Hamilton Mourão         |       | REPUBLICANOS |
|     | Luis Carlos Heinze (pt) |       | PP           |
|     | Paulo Paim              |       | PT           |

### Rondônia
| Nom | Nom                  | Parti | Parti |
| --- | -------------------- | ----- | ----- |
|     | Confúcio Moura (pt)  |       | MDB   |
|     | Jaime Bagattoli (pt) |       | PL    |
|     | Marcos Rogério (pt)  |       | PL    |

### Roraima
| Nom | Nom                  | Parti | Parti        |
| --- | -------------------- | ----- | ------------ |
|     | Chico Rodrigues (pt) |       | PSB          |
|     | Hiran Gonçalves (pt) |       | PP           |
|     | Mecias de Jesus (pt) |       | REPUBLICANOS |

### Santa Catarina
| Nom | Nom                    | Parti | Parti |
| --- | ---------------------- | ----- | ----- |
|     | Esperidião Amin        |       | PP    |
|     | Ivete da Silveira (pt) |       | MDB   |
|     | Jorge Seif (pt)        |       | PL    |

### État de São Paulo
| Nom | Nom                           | Parti | Parti |
| --- | ----------------------------- | ----- | ----- |
|     | Astronauta Marcos Pontes (pt) |       | PL    |
|     | Alexandre Luiz Giordano (pt)  |       | MDB   |
|     | Mara Gabrilli                 |       | PSD   |

### Sergipe
| Nom | Nom                    | Parti | Parti |
| --- | ---------------------- | ----- | ----- |
|     | Alessandro Vieira (pt) |       | PSDB  |
|     | Laercio Oliveira (pt)  |       | PP    |
|     | Rogério Carvalho (pt)  |       | PT    |

### Tocantins
| Nom | Nom                  | Parti | Parti |
| --- | -------------------- | ----- | ----- |
|     | Eduardo Gomes (pt)   |       | PL    |
|     | Irajá Abreu (pt)     |       | PSD   |
|     | Dorinha Rezende (pt) |       | UNIÃO |

## Sénateurs suppléants
| Suppléant | Suppléant | Suppléant              | Groupe parlementaire             | Sénateur élu | Sénateur élu     | Parti | Circonscription |
| --------- | --------- | ---------------------- | -------------------------------- | ------------ | ---------------- | ----- | --------------- |
|           |           | Augusta Brito          | Parti des travailleurs           |              | Camilo Santana   | PT    | Ceará           |
|           |           | Fernando Farias        | Mouvement démocratique brésilien |              | Renan Filho (pt) | MDB   | Alagoas         |
|           |           | Ana Paula Lobato       | Parti socialiste brésilien       |              | Flávio Dino      | PSB   | Maranhão        |
|           |           | Jussara Lima           | Parti social démocratique        |              | Wellington Dias  | PT    | Piauí           |
|           |           | Margareth Busetti (pt) | Parti social démocratique        |              | Carlos Fávaro    | PSD   | Mato Grosso     |